# تبني المثليين للأطفال في الولايات المتحدة

الوضع القانوني لتبني المثليين للأطفال حول العالم.
التبني المشترك للأطفال من قبل الأزواج المثليين قانوني
تبني أحد الشريكين للطفل البيولوجي للشريك الآخر قانوني
لا توجد قوانين تسمح بتبني الأزواج المثليين للأطفال

قبل العديد من الأحكام الصادرة عن المحكمة العليا للولايات المتحدة، كانت قوانين التبني تختلف اختلافًا كبيرًا من ولاية إلى أخرى. منحت بعض الولايات حقوق التبني الكاملة للأزواج المثليين، في حين حظرت ولايات أخرى ذلك كليا أو سمحت فقط بتبني أحد الشريكين بتبني الطفل البيولوجي للشريك الآخر في علاقة مثلية. في 26 يونيو 2015، ألغت المحكمة العليا جميع أشكال حظر على زواج المثليين في الولايات المتحدة. في 31 مارس 2016، ألغت محكمة مقاطعة فيدرالية الحظر الذي فرضته ولاية مسيسيبي على الأزواج المثليين من التبني. في 26 يونيو 2017، نقضت المحكمة العليا قرار محكمة أركنساس العليا وأمرت جميع الولايات بمعاملة الأزواج المثليين على قدم المساواة مع الأزواج المغايرين في إصدار شهادات الميلاد. جعلت هذه الأحكام القضائية تبني الأزواج المثليين للأطفال قانونيا في جميع الولايات الأمريكية الخمسين.

## الأبوة والأمومة للمثليين
في 6 أبريل 1999، أصدر اتحاد الحريات المدنية الأمريكي نظرة عامة على الأبوة والأمهات للمثليين والتبني والرعاية. ضمن هذه الوثيقة، تناولت المنظمة نتائج البحوث المتعلقة بالأبوة والأمومة للمثليين والمثليات، وتشمل بعض النتائج الرئيسية ما يلي:
- لا يوجد دليل يشير إلى أن المثليات والرجال المثليين غير لائقين ليكونوا أبوين؛
- من المحتمل أن تدعم البيئات المنزلية التي يرأسها الوالدان من المثليين أو المثليات نمو الطفل بنجاح مثل تلك التي يرأسها الوالدان المغايران؛
- الأبوة والأمومة الجيدة لا تتأثر بالتوجه الجنسي. بدلاً من ذلك، يتأثر هذا الأمر بشكل كبير بقدرة الوالد على إنشاء منزل محب ورعاية - وهي قدرة لا تعتمد على ما إذا كان الوالد مثليًا أو مغايرا؛
- لا يوجد أي دليل يشير إلى أن أطفال الآباء المثليين والمثليات أقل ذكاءً، أو يعانون من مشاكل أكثر، أو أقل شعبية، أو لديهم ثقة بالنفس أقل من أطفال الآباء المغايرين جنسياً؛
- أطفال الآباء المثليين والمثليات يكبرون بسعادة وصحة وفكر جيد مثل أطفال الآباء المغايرين.[2]

العديد من العائلات التي يكون فيها لطفل لديه آباء مثليون أو مثليات، ثم نشأوا في علاقة مثلية ولدوا من علاقة مغايرة سابقة. على هذا النحو، كانت العديد من النزاعات القانونية السابقة تتعلق بحضانة طفل في حالات الطلاق. وشوهدت بعد ذلك التحيزات ضد الوالد في العلاقة المثلية والتي تسببت في عدم تفضيل المحاكم لهم في منح حقوق الحضانة والزيارة. كان ينظر إلى التوجه الجنسي للوالد المثلي على أنه تأثير على تربية الطفل وليس القدرة الفعلية على توفير احتياجات الطفل. بعد اختراع الإخصاب في المختبر تمكن الأزواج المثليون من تربية الأطفال من تلقاء أنفسهم والذين لم يولدوا من علاقات مغايرة، وكان الطفل من النسل البيولوجي لأحد الشركاء. ينبثق من هذا تطور قضايا التبني المشترك، وفي حالات الانفصال، حضانة الأطفال في بعض العلاقات المثلية.
بالنسبة للأزواج المثليين من الرجال، يمكن أن يكون الوالدين أكثر تكلفة، إذا كانت هناك رغبة في إنجاب طفل بيولوجي لأحد الشركاء، فإن الطريقة الوحيدة هي تأجير الرحم. على هذا النحو، يعتبر التبني بمثابة بديل أكثر فعالية من حيث التكلفة.

## تعداد السكان
وفي الآونة الأخيرة، تضاعف عدد الأزواج المثليين الذين يتبنون في القرن الحادي والعشرين ثلاثة أضعاف منذ التسعينيات. كشفت بيانات الإحصاء الأمريكي لعام 2010 عن اتجاه ناشئ في التبني الأمريكي؛ على الرغم من التحيز الكبير في بعض الأوساط والحواجز القانونية في الولايات؛ فإن الأزواج المثليين يتبنون الأطفال بأعداد متزايدة. ووفقًا لهذه الأرقام، فمن بين 115,064 أسرة مثلية مع أطفال، كان حوالي 16% أو 18,400 طفل يربون طفلًا أو أكثر بالتبني. و 11% من الأرقام هم من الأزواج الذكور المثليين.
وفقًا لمعهد وليامز للتوجه الجنسي وقانون الهوية الجندرية والسياسة العامة، كان في عام 2009 «يقدر عدد الأزواج المثليين بنحو 20,000 والذين قاموا بتبني حوالي 30,000 طفل متبني» اعتبارًا من عام 2011، كان هناك ما يقرب من مليوني طفل في الولايات المتحدة يتم تربيتهم من قبل والدين مثليين وغير قادرين على إقامة علاقة قانونية مع كلا والديهم المثليين. ذكر إحصاء الولايات المتحدة لعام 2010 أن الأزواج المثليين يقومون بتربية حوالي 115,000 طفل، 18 عامًا أو أقل، ويعيشون في جميع مقاطعات الولايات المتحدة بشكل أساسي.

## التقييمات المهنية
يوجد إجماع بين مجتمعات الرعاية الطبية والنفسية والاجتماعية على أن الأطفال الذين يتم تربيتهم من قبل أبوين مثليان أو مثليتان من المرجح أن يكونوا على درجة جيدة من النمو مثل الأطفال الذين يتم تربيتهم من قبل أبوين مغايرين. يتم قبول البحث الداعم لهذا الاستنتاج بما يتجاوز النقاش الجاد في مجال علم النفس التنموي. استنادًا إلى الطبيعة القوية للأدلة المتاحة في هذا المجال، كانت محكمة الاستئناف الثالثة في ولاية فلوريدا مقتنعة في عام 2010 بأن القضية لا تزال بعيدة عن النزاع لدرجة أنه سيكون من غير المنطقي الاحتفاظ بها بخلاف ذلك؛ لا يتم الحفاظ على مصالح الأطفال الفضلى عن طريق حظر تبني المثليين للأطفال. أهم العوامل في الحفاظ على رفاه الطفل تعتمد بشكل أكبر على الحالة الاجتماعية والاقتصادية وليس حسب جنس الوالدين أو جندرهم. تنشأ القضايا من عوامل غير خاضعة للرقابة مثل التمييز أو عدم قدرة الوالدين على الزواج.
الخوف المشترك من العديد من الأشخاص الذين يعارضون تربية الأطفال من قبل الأزواج المثليين ظنهم كون ذلك سيؤدي إلى أن يصبح الطفل مثليًا الجنس أيضا. ومع ذلك، ليس هذا هو الحال كما هو الحال عند مقارنة الأطفال من الآباء المغايرين عن أولئك الذين ينشأون مع أبوين مثليين، لا توجد زيادة في عدد الأطفال الذين يعتبرون أنفسهم مثليين جنسياً. ومع ذلك، هناك اختلافات ينظر إليها على أن الأطفال من العلاقات المثلية يميلون إلى عدم التوافق مع أدوار الجنسين القياسية. والتي يمكن أن تكون حجة أخرى أثارها معارضو تبني المثليين للأطفال.
في دراسة أجراها غولدبرغ، وكينكلر، وريتشاردسون وداونينغ، تم فحص آثار الأزواج المثليات والمثليين جنسياً والمغايرين جنسيا في التبني المفتوح من خلال دراسة نوعية. لأن القليل من البحث قد ركز على آثار الجنس والتوجه الجنسي في علاقات التبني المفتوحة. تم تحليل البيانات من 90 فردا، (30 امرأة في 15 علاقات مثلية، 30 رجلا في 15 علاقات مثلية، و 15 امرأة و 15 رجلا في علاقات مغايرة). كان جميع الأزواج يتبنون طفلهم الأول، وكان الوالدان جميعهما أولياء أمور لأول مرة. تم إجراء هذه الدراسة داخل حدود الولايات المتحدة. قام المشاركون بملء استبيان ومقابلة هاتفية خلال الأشهر الثلاثة إلى الأربعة الأولى من استقبال الطفل. جميع المشاركين تتراوح أعمارهم بين 27 و 52 (37.7 في المتوسط)، و 90% من البيض. وكانت النتائج النوعية في الطبيعة، الاعتماد على صدق إجابات المشاركين. أكدت النتائج أن الأزواج المثليين والمثليات أكدوا على فلسفة الانفتاح ويتعلق الأمر برغبتهم في متابعة التبني دون إخفاء توجههم الجنسي. كانت الأم التي أنجبت الطفل هي العضو الثابت في عائلة الولادة التي ظلت على اتصال بالعائلة المتبنية. كانت الأم التي أنجبت الطفل قوة دافعة تشكل علاقات التبني المفتوحة. أحد الجوانب السلبية لهذه الدراسة هو عدم وجود مقابلة أو متابعة على المدى الطويل مع تقدم الطفل في التبني المفتوح. وهو يظهر أنه لا يوجد تخوف كبير من عائلة المولد إلى الأسرة بالتبني بسبب التوجه الجنسي.

## السياسة
في 29 يوليو 1999، قدم الممثل الأمريكي ستيف لارغنت التعديل 356 لقانون مخصصات مقاطعة كولومبيا، 2000 الذي كان سيحظر التبني المشترك بين الأفراد الذين ليس لهم صلة بالدم أو الزواج في واشنطن العاصمة فشل التعديل بأغلبية 213 صوتًا لصالحه مقابل 215 صوتًا ضد (213-215).
في عام 2004، قال جيب بوش، حاكم ولاية فلوريدا، «إن في مصلحة الأطفال بالتبني، وكثير منهم يأتون من خلفيات مضطربة وغير مستقرة، أن يوضعوا في منزل فيه أب وأم.»
في 10 مايو 2012، صرح المرشح الرئاسي الجمهوري ميت رومني في مقابلة: «وإذا أراد شخصان مثليان أن يعيشا معًا، أو يريد أن يكون لديهما علاقة حب، أو حتى تبني طفل - في ولايتي يمكن للأفراد المثليين أن يكونوا قادرين على تبني الأطفال. في رأيي، هذا شيء يحق للناس فعله». وردا على سؤال في اليوم التالي للتوفيق بين ذلك وبين معارضته لزواج المثليين، قال: «حسنًا، أعتقد أن كل الولايات باستثناء واحدة تسمح بتبني المثليين للأطفال، لذلك هذا هو الموقف الذي قرره معظم المشرعين بالولاية، بما في ذلك الموقف في ولايتي منذ بعض الوقت، لذا فأنا أعترف ببساطة بأن تبني المثليين قانوني في جميع الولايات باستثناء ولاية واحدة.»
كانت هناك طعون قانونية في عدد من الولايات للسماح بالتبني مع الوالدين، والمعروف باسم تبني الوالد الثاني، حيث يمكن لأحد الوالدين تبني الطفل البيولوجي لشريكه المثلي، دون منع الوصاية الأبوية على الطفل للشريك. يسمح هذا للطفل بالاعتراف بأن لديه والدين قانونيين في الحالات التي لا يكون فيها الزوجان في علاقة معترف بها من قبل الولاية.

## الوضع القانوني

قوانين تبني المثليين للأطفال على مستوى الولاية في الولايات المتحدة
الولايات التي يمكن فيها للأزواج المثليين والأفراد من مجتمع المثليين التبني
الولايات التي يمكن فيها للأزواج المثليين التبني
الولايات التي لا يمكن فيها للأزواج المثليين التبني

### قانون تبني المثليين للأطفال
في 16 أيار/مايو 2013، تم تقديم قانون «كل طفل يستحق أسرة» إلى الكونغرس، لكن لم يتم التصويت عليه وسنه مطلقًا. كان من شأن هذا القانون أن ينص على أن أي منظمة تتعامل مع رعاية الأطفال بالتبني ولديهم شكل من أشكال التمويل من الحكومة الفيدرالية لا يمكنها التمييز ضد «الآباء النتبنين أو المتبنين المحتملين فقط على أساس توجههم الجنسية، تحديد نوع الجنس، أو الحالة الزوجية أو على أساس التوجه الجنسي أو الهوية الجندرية للطفل المعني». ومع ذلك، نظرًا لأن مشروع القانون الذي تم تطبيقه ينطبق فقط على المراكز التي تمولها الحكومة الفيدرالية، فإن المؤسسات الخاصة كانت ستستطيع رفض الأزواج المثليين من التبني. في يناير 2019، تقدمت ولاية ساوث كارولينا بطلب وتم منحها للسماح لوكالات التبني بمنع الأزواج المثليين من التبني أو أن يصبحوا آباء حاضنين. أقام زوجان من غرينفيل دعوى قضائية في هذه القضية، والنتيجة لا تزال في الانتظار.

### القضايا

#### ألاباما
في 12 أكتوبر 2012، رفضت محكمة الاستئناف المدنية في ألاباما طلب امرأة لتبني طفل زوجتها المثلية. تزوجت الزوجتان في كاليفورنيا. رأت المحكمة أن قانون ألاباما لم يعترف بالنساء كزوجتين.
في ألاباما، في 18 سبتمبر 2015، نقضت المحكمة العليا في ألاباما المحاكم الابتدائية التي اعترفت بحكم التبني الممنوح لزوجين مثليين على أطفالهم الثلاثة في عام 2007 من قبل المحكمة العليا في مقاطعة فولتون، جورجيا. قضت المحكمة بأن محكمة ولاية جورجيا أساءت تطبيق قانون ولاية جورجيا في منح التبني. في قضية في.إل ضد إي.إل، جادلت إي.إل الأم البيولوجية للأطفال الثلاثة، لعكس أمر يعترف بقرار التبني، بأن مرسوم جورجيا باطل بناء على أن المحكمة تفتقر إلى الاختصاص الموضوعي. وافقت المحكمة العليا في ولاية ألاباما، مع إلغاء المرسوم الاعتراف في الولاية وإلغاء حقوق الوالدين من في.إل. في 16 نوفمبر، قدمت في.إل التماس من المحكمة العليا في الولايات المتحدة لإيقاف أمر تجريدها من حقوقها الأبوية والسماح لها برؤية أطفالها أثناء عملية الاستئناف. في 14 كانون الأول/ديسمبر، وافقت المحكمة العليا على طلبها بوقف الحكم ريثما يتم التصرف في التماس في.إل من أجل إصدار شهادات. هذه هي أول قضية تبني تم تقديمها إلى المحكمة العليا منذ أن تم البت في قضية أوبرغيفل ضد هودجز.
في 7 مارس 2016، نقضت المحكمة العليا للولايات المتحدة بالإجماع حكم المحكمة العليا في ألاباما. قضت المحكمة بأن المحكمة العليا في ألاباما كانت مخطئة عندما رفضت الاعتراف بقرار التبني من جورجيا، حيث حكمت بانتهاك شرط الإيمان الكامل والائتمان. كان لقرار المحكمة تأثير مرسوم التبني من جورجيا الذي تم الاعتراف به في ألاباما، واستعادة حقوق الوالدين الخاصة بـفي.إل. وأُعيدت القضية إلى المحكمة العليا في ألاباما لإجراء مزيد من الإجراءات.

### أركنساس
في 4 تشرين الثاني/نوفمبر 2008، وافق ناخبو أركنساس على القانون رقم 1، وهو إجراء لمنع أي شخص «يتعايش خارج نطاق زواج صحيح» من أن يكون والدا حاضنا أو يتبنى الأطفال. على الرغم من أن القانون يمكن أن ينطبق على الأزواج المغايرين، إلا أنه يعتقد أنه قد تم كتابته لاستهداف الأزواج المثليين بسبب حقيقة أن زواج المثليين محظورا في تلك الولاية، مما يجعل التبني مستحيلًا. لا يزال كان يُسمح للمثليين والمثليات العزاب بالتبني في أركنساس. تم إلغاء القانون في 16 أبريل 2010 من قبل قاضي الولاية كريس بيازا. أيد قرار المحكمة العليا في أركنساس في قضية إدارة الخدمات الإنسانية في أركنساس ضد كول قرار المحكمة الابتدائية في 7 أبريل 2011.
في أركنساس، قضى قاضي دائرة الولاية تيم فوكس من مقاطعة بولاسكي في 1 ديسمبر 2015، بأن قانون الولاية الذي يقيد هوية الوالدين على شهادات الميلاد للأزواج المغايرين كان غير دستوري. مان تطبيق حكمه في البداية فقط على الأزواج الثلاثة الذين رفعوا دعوى في الأصل في قضية بافان ضد سميث. بعد يومين، وسع الحكم لتطبيقه على مستوى الولاية. في 10 ديسمبر 2015، منعت المحكمة العليا في أركنساس قابلية التطبيق على مستوى الولاية، لكنها سمحت للأزواج الثلاثة المدعين باستلام شهاداتهم المعدلة. في 9 ديسمبر 2016، نقضت المحكمة العليا في أركنساس أمر المحكمة الابتدائية.
في 26 يونيو 2017، تم منح المحكمة العليا في الولايات المتحدة التماسًا للحصول على أمر بضمان من الوالدين المدعين وعكست قرار المحكمة العليا في أركنساس. حكمت المحكمة في حكم 6-3 أن قانون أركنساس الذي يسمح فقط للأزواج المغايرين بالاسم في شهادات ميلاد أطفالهم كان خرقًا غير دستوري لحكمهم في قضية أوبرغيفل ضد هودجز.

### فلوريدا
في فلوريدا، يحظر قانون صدر عام 1977 تبني المثليين للأطفال في أعقاب حملة «أنقذوا أطفالنا» المعادية للمثليين بقيادة أنيتا براينت. في نوفمبر/تشرين الثاني 2008، ألغت محكمة دائرية في الولاية القانون في قضية «في إعادة غيل»، وهي قضية تتعلق بزوجين مثليين يربيان بالحضانة المؤقتة طفلين وضعا معهم عام 2004 من قبل عمال رعاية الأطفال في الولاية. عند الاستئناف، في 22 سبتمبر 2010، أيدت محكمة الاستئناف الثالثة في فلوريدا بالإجماع قرار المحكمة الابتدائية. ولم تستأنف الولاية القرار. تم إلغاء قانون 1977 الذي حظر تبني المثليين للأطفال في 1 يوليو 2015.
في فلوريدا، كانت هناك القضية أمام قاضي المقاطعة الفيدرالية روبرت هينكل من محكمة الولايات المتحدة المحلية في المقاطعة الشمالية في فلوريدا. رفضت وزارة الصحة في فلوريدا إصدار شهادة ميلاد تعترف بزوجين مثليين. وقد طلب المدعون في القضية من القاضي هينكل إعلان أن هذه السياسة غير دستورية. حدد موعدًا نهائيًا في 6 يناير 2016 لوزارة الصحة للرد على اقتراح المدعين بالحكم بإجراءات موجزة. في يناير 2017، توصلت فلوريدا إلى تسوية مع المدعين، حيث وافقت على إصدار شهادات ميلاد صحيحة لجميع الأزواج المثليين على قدم المساواة.

### ايداهو
في عام 2013، تقدمت زوجتان مثليتان، تزوجتا في كاليفورنيا، ولكنهما انتقلا إلى ولاية أيداهو، بطلب لتبني الوالد الثاني. رفض قاض من الولاية الالتماس على أساس أن ولاية أيداهو لم تعترف بزواجهما. عند الاستئناف، نقضت المحكمة العليا في ولاية أيداهو بالإجماع قرار القاضي لأنه لا يوجد في أيداهو أي حظر قانوني محدد على تبني الوالد الثاني غير المتزوج.

### إنديانا
في ولاية إنديانا، هناك قضيتان قيد النظر في محكمة الولايات المتحدة المحلية للمنطقة الجنوبية من ولاية إنديانا، إحداهما رفعت في فبراير 2015، وواحدة في ديسمبر 2015، ضد سياسة مماثلة لسياسة فلوريدا. تتناول قضية فبراير قضايا أكثر تحديداً لحكم محكمة الاستئناف بالدائرة السابعة في القضية وولف ضد ووكر بسبب حقيقة أن قضية أوبرغيفل ضد هودجز لم يبت فيها بعد. تستشهد قضية كانون الأول/ديسمبر بقضية أوبرغفيل كسبب لأمر الولاية بإدراج كلا الوالدين في علاقة مثلية في شهادات الميلاد. لم يتم اتخاذ أي إجراء في كلتا القضيتين.

### كانساس
في نوفمبر 2012، قضت محكمة الاستئناف في كانساس في القضية في مسألة تبني إي.إم بأن الشخص العازب الذي ليس والداً بيولوجياً لطفل لا يمكنه التماس تبني ذلك الطفل دون إنهاء حقوق الوالدين الخاصة بالوالد الآخر. نظرًا لأن كانساس لا تعرف بزواج المثليين، فإن هذا الحكم يمنع فعليًا الأزواج المثليين من تبني الوالد الثاني في كانساس. ومع ذلك، قضت المحكمة العليا في كانساس في 22 فبراير 2013، في قضية فرايزر ضد جودشال بأن الشريك المثلي للوالد البيولوجي للطفل يحق له حقوق الوالدين.

### ميشيغان
في ديسمبر 2012، قضت محكمة الاستئناف في ميشيغان بأن قانون التبني في الولاية يسمح بتبني الوالد الثاني من قبل الأزواج المثليين.
رفعت زوجتان مثليتان تربيان ثلاثة أطفال كانت واحدة منهم متبنية لهم، دعوى قضائية أمام محكمة فيدرالية في يناير 2012 سعيا إلى إلغاء حظر الولاية على تبني المثليين للأطفال. وفي سبتمبر/أيلول، عدلت تلك الدعوى للطعن في حظر الولاية على زواج المثليين أيضًا.
في 26 يونيو 2015، قضت المحكمة العليا للولايات المتحدة في النهاية لصالحهم في قضية أوبرغيفل ضد هودجز.

### مسيسيبي
33% من الأسر في ولاية مسيسيبي التي يرأسها الأزواج المثليين تشمل ولدا على الأقل، وهي أعلى نسبة من هذا القبيل في البلاد. ومع ذلك، ينص قانون العلاقات الداخلية في ولاية مسيسيبي على أن «تبني الأزواج المثليين للأطفا محظور». تم رفع دعوى قضائية، «الحملة من أجل المساواة الجنوبية ضد دائرة الخدمات الإنسانية في ولاية ميسيسيبي»، في أغسطس 2015 من قبل أربعة من الأزواج المثليين من ولاية مسيسيبي سعيا إلى إلغاء هذا القانون. يمثل المدعين في تلك القضية المحامية روبرتا أ. كابلان، التي جادلت بنجاح في قضية الولايات المتحدة ضد وندسور أمام المحكمة العليا للولايات المتحدة. كانت مسيسيبي الولاية الأمريكية الوحيدة التي لا تمنح حقوق تبني مشتركة قانونية للأزواج المثليين. أما الولايات القضائية الأخرى الوحيدة التي تخضع لسيادة الولايات المتحدة والتي تمنع الأزواج المثليين من التبني أيضا فهي ساموا الأمريكية وبعض الأمم القبلية الأمريكية الأصلية.
في ولاية ميسيسيبي، يحظر قانون الولاية الصادر في عام 2000 صراحة التبني المشترك للأطفال من الأزواج المثليين. بعد حكم قضية أوبرغيفل ضد هودز، ذكرت ولاية مسيسيبي على وجه التحديد أن الحظر لا يزال حيز التنفيذ. في 12 آب/أغسطس 2015، انضم مركز قانون الفقر الجنوبي إلى أربعة من الأزواج المثليين الذين يقومون بتربية الأطفال في دعوى قضائية في محكمة مقاطعة الولايات المتحدة الجنوبية للمقاطعة الجنوبية لمسيسيبي سعياً إلى إعلان عدم دستورية القانون.
في 31 مارس 2016، أصدر القاضي دانيال جوردان الثالث أمرًا قضائيًا أوليًا بإلغاء حظر ولاية مسيسيبي على الأزواج المثليين من التبني، وبأن قرار الحظر ينتهك بند المساواة في الحماية. لم تكن هناك خطط فورية من ولاية مسيسيبي لاستئناف الحكم أمام محكمة الاستئناف الأمريكية للدائرة الخامسة.

### نبراسكا
أقام ثلاثة من الأزواج المثليين دعوى قضائية ضد الولاية في 27 أغسطس 2013، طالبين بالحق أن يكونوا آباء للحضانة المؤقتة. ادعت القضية أن سياسة الولاية ضد السماح لشخصين بالغين لا علاقة لهما بالتبني قد تم تطبيقها بشكل ثابت فقط ضد الأزواج المثليين.

### نيويورك
صدر حكم قضائي في أكتوبر 2012 في نزاع على الحضانة بين امرأتين في علاقة مثلية يمنح الحضانة للوالدة الشريكة بالتبني بدلاً من الأم البيولوجية.

### ولاية ويسكونسن
في ولاية ويسكونسن، سمحت الولاية لكل من الوالدين بأن يكونا على شهادة الميلاد، لكنهما يرفضان تغيير الكلمة من «الأب والأم» إلى الوالد 1 والوالد 2 المحايدة جنسانيا. في حالة أخرى، تم رفض زوجين بشكل صريح في طلبهم. تم رفع دعوى فيدرالية ضد هذا الرفض. وهناك أيضًا دعوى قضائية على مستوى الولاية، وهي قضية توريس ضد رويدس، تتحدى الكلمات في شهادة الميلاد. في 4 نوفمبر، رفض قاض قضية توريس لأن الزوجين بدأوا القضية كتبني، لكن القاضي قضى بأنهم لم يهاجموا بشكل صحيح دستورية القوانين التي تستخدم مصطلح «الأب والأم» أو «الزوج والزوجة». في 17 نوفمبر، وافقت محكمة الاستئناف الجزئية الثانية في ويسكونسن مع المحكمة الابتدائية. يمكن للزوجين الآن استئناف القضية أمام المحكمة العليا في ويسكونسن أو يمكنهم العودة إلى المحكمة الابتدائية بقضية تتحدى دستورية القوانين التي تتطلب كلمتي «الأب والأم».

## الرأي العام
وجد استطلاع للرأي أجرته عام 2007 شبكة سي إن إن ومؤسسة أبحاث الرأي أن 57% من المستطلعين شعرو بأنه يجب أن يكون للمثليين الحق في تبني الأطفال وقال 40% لا ينبغي لهم. في الآونة الأخيرة، وجد استطلاع للرأي أجرته مؤسسة غالوب في مايو 2014 أن 63% من المشاركين يعتقدون أن الأزواج المثليين يجب أن يكون لهم الحق القانوني في تبني طفل.
في الفترة من 1994 إلى 2012، طلبت سبع منظمات اقتراع وطنية أقسامًا تمثيلية معينة من الأميركيين آرائهم فيما يتعلق بتشريع تبني المثليين للأطفال، وكان السؤال الرئيسي هو «هل تعتقد أنه ينبغي أو لا ينبغي أن تكون هناك حقوق تبني للمثليين والمثليات حتى يتمكنوا من تبني الأطفال قانونا؟» تشير نتائج الاستطلاع من 1994 إلى 2012 إلى زيادة في الدعم. من بين الذين شملهم الاستطلاع في عام 1994، 1 فقط من كل 4 (28%) أيد التبني، مقارنة بأكثر من 4 في 10 في عام 2012. من 1994 إلى 1999، واحد فقط من كل ثلاثة أيد التبني؛ من عام 2002 إلى عام 2008، زاد الدعم إلى 4 من كل 10 أشخاص. ومن عام 2009 إلى عام 2012، وافقت أغلبية كاملة (52% إلى 61%) على تقنين تبني المثليين للأطفال. وقد تبين أن الشباب قد أعربوا عن دعمهم أكثر من الأشخاص الذين تجاوزوا 65 عامًا. كما وجد أن 85% من الديمقراطيين الذين تم استطلاعهم يدعمون تبني المثليين للأطفال، في حين أن 23% فقط من الجمهوريين الذين تم استطلاعهم يدعمون ذلك.
في يونيو 2018، وجد استطلاع للرأي أجرته مؤسسة يوغوف أن أكثر من نصف الأميركيين (55%) قالوا إنهم يعتقدون أن الأزواج من المغايرين جنسياً والمثليين جنسياً يمكن أن يكونوا آباء جيدين على قدم المساواة. في عام 2018، وجد استطلاع أجرته مؤسسة يوغوف أن أكثر من نصف الأميركيين (55%) قالوا إنهم يعتقدون أن الأزواج المثليين والأزواج المغايرين يمكن أن يكونا آباء جيدين على حد سواء. قالت الأغلبية أيضًا أنهم يدعمون حق الأزواج المثليين (53%) والزوجات المثليات (55%) في تبني الأطفال وتربيتهم. عندما سئل المستطلعون عما إذا كان يمكن أن يكون الأزواج المثليين والأزواج المغايرون أبوين جيدين على قدم المساواة، وافق 38% من الأشخاص «بقوة»، مما جعل هذا الرد هو الأكثر شعبية. كانت النساء (47%) أكثر عرضة من الرجال (30%) إلى الإتفاق «بقوة» مع هذا البيان. ومع ذلك، قال غالبية الناس (57%) أنهم يعتقدون أن الطفل يجب أن ينشأ من قبل كل من الأم والأب. وعارض 15% آخرون «بشدة» أو «إلى حد ما» هذه الفكرة. في هذه الحالة، كان الرجال (47٪) أكثر احتمالًا من النساء (30%) في الاتفاق «بقوة» على القول بأنه ينبغي على الأم والأب تربية الأطفال. عندما سئلوا عما إذا كانوا يعتقدون أن الزوجات المثليات يجب أن يكن قادرات على تبني الأطفال وتربيتهم، قال 55% نعم و 29% قالوا لا. عندما سئلوا عن الأزواج المثليين من الرجال، قال 53% نعم و 32% لا. في كلتا الحالتين، كانت النساء أكثر عرضة من الرجال للإجابة بنعم. قال ما يقرب من نصف الأميركيين (47%) أنه من غير العدل أن ترفض وكالات رعاية الطفل وضع طفل مع زوجين مثليين على أساس اعتراض ديني، في حين قال الثلث (33%) أنه من العدل فعل ذلك. كان 46% يدعمون أيضًا مبادرة كونيتيكت لتجنيد أفراد من مجتمع المثليين ليصبحوا آباء حاضنين ومتبنين، رغم أن 29% قالوا أنهم يعتقدون أنها فكرة سيئة.